# Mumias
Mumias es una localidad de Kenia, con estatus de municipio, perteneciente al condado de Kakamega.
Tiene 116 358 habitantes según el censo de 2009. El clima es tropical, con lluvias la mayor parte del año y una corta estación seca. La temperatura promedio es de 21.6 °C y una precipitación media anual de 1743 mm.

## Demografía
Los 116 358 habitantes del municipio se reparten así en el censo de 2009:
- Población urbana: 38 960 habitantes (19 446 hombres y 19 514 mujeres)
- Población periurbana: 61 027 habitantes (29 454 hombres y 31 573 mujeres)
- Población rural: 16 371 habitantes (7883 hombres y 8488 mujeres)

## Transportes
Se sitúa sobre la carretera C33, que une Bungoma al norte con Luanda al sur. Al este sale la C40, que lleva a Kakamega. Al oeste salen las carreteras C30 y C31, que llevan al condado de Busia.